# Tarzan Boy - The World of Baltimora
A The World of Baltimora az olasz italo-disco csapat Baltimora 2010. november 26-án megjelent válogatásalbuma, melyen a korábban megjelent kislemezeken megjelent dalokon kívül az első stúdióalbumról is kerültek fel dalok a válogatás lemezre, melyek újra masterelt változatban hallhatóak.

## Megjelenések
CD  Európa EMI – 5099994849325
1. Tarzan Boy (Single Version) 3:50
2. Woody Boogie	5:52
3. Juke Box Boy (Maxi)	5:52
4. Key Key Karimba	6:01
5. Living in the Background	6:04
6. Global Love 4:41 Featuring – Linda Wesley
7. Running For Your Love	5:51
8. Call Me in the Heart of the Night	4:55
9. Chinese Restaurant	5:11
10. Set Me Free	4:48
11. Pull The Wires	4:42
12. Come On Strike	4:49
13. Jimmy's Guitar	3:57
14. Survivor In Love	5:04
15. Tarzan Boy (Summer Version)	6:47

## Közreműködő előadók
- Borító, grafika  – Michele Peretti
- Digital remastered – Gianluca Lazzarin
- Írták – James McShane (dal: 14), Maurizio Bassi, Naimy Hackett (dalok: 1-től 3-ig, 5-től 13-ig, 15)

## Külső hivatkozások
- Az album az Amazon.com oldalon[4]
- Az album az iTunes oldalán[5]